# Biblioteka Narodowa (Turcja)
Turecka Biblioteka Narodowa (tur. Millî Kütüphane) – jedna z dwóch bibliotek narodowych w Turcji z siedzibą w Ankarze.

## Historia
Turecka Biblioteka Narodowa powstała 15 kwietnia 1946 roku. Nadzór nad nią sprawowało Ministerstwo Edukacji za pośrednictwem Dyrekcji Publikacji. Biblioteka początkowo liczyła 8000 druków, ale w ciągu pierwszego roku zbiory zapełniły przyznane jej pomieszczenia, dlatego 17 kwietnia 1947 roku przeniesiono bibliotekę do tymczasowego gmachu. Oficjalne otwarcie miało miejsce 16 sierpnia 1948 roku.  Osobowość prawną Biblioteka uzyskała na podstawie ustawy z 23 marca 1950 roku. W 1965 roku przygotowano plany nowego budynku biblioteki. Autorami projektu byli Şevki Vanlı i Ersen Gömleksiz. Budowę rozpoczęto w 1973 roku. Nowy gmach otwarto 5 sierpnia 1983 roku. Podlega Ministerstwu Kultury i Turystyki.  
Funkcję biblioteki narodowej pełni w również Biblioteka Prezydencka otwarta w 2020 roku. 

## Zbiory
Zgodnie z ustawą Basma yazı ve resimleri derleme kanunu z 1934 roku Biblioteka otrzymała prawo do jednego  ma prawo do egzemplarza obowiązkowego każdej opublikowanej w Turcji publikacji oraz dwóch egzemplarzy publikacji wydanych przez jeśli zostały opublikowane zagranicznych badaczy prowadzących wykopaliska na terenie Turcji, nawet jeśli zostały opublikowane zagranicą. Zobowiązanie o przesłaniu publikacji musieli oni podpisać przed uzyskanie pozwolenia na wykopaliska. Ponieważ biblioteka jeszcze nie powstała jej zbiory miała przechowywać organizacja wyznaczona przez MEN. Według danych z 2020 roku zbiory Biblioteki liczyły 1 437 008 woluminów książek, 1505 rękopisów, około 272 695 czasopism, 154 056 materiałów nieksiążkowych, 26 0362 mikrofilmów. W bibliotece cyfrowej udostępniono 11 128 milionów dokumentów.